# Larry Nelson
Larry Gene Nelson, né le 10 septembre 1947, est un ancien golfeur américain qui a notamment gagné plusieurs tournois du PGA Tour.
Larry Nelson est né à Fort Payne et a grandi à Acworth en Géorgie. Enfant, il pratique différents sports, notamment du basket-ball et baseball, cependant à son retour de service militaire où il a servi dans l'infanterie au Viet-Nam alors qu'il est âge de 21 ans, il décide de se réserver au golf. Après s'être entraîné et pris des cours, il décide de devenir professionnel en 1971 et intègre le PGA Tour en 1974. Malgré son arrivée tardive au golf, Nelson parvient à devenir l'un des meilleurs golfeurs de son époque. En 1979, il termine second derrière Tom Watson du classement du nombre de gains amassés durant l'année. En 1981, il remporte son premier tournoi degrand chelem avec le PGA Championship, en 1983 il réédite cette performance sur l'Open américain puis remporte de nouveau le PGA Championship en 1987. À trois reprises, il est appelé dans l'équipe des États-Unis pour la Ryder Cup en 1979, 1981 et 1987.
Depuis 1997, Nelson joue dans le Champions Tour et a intégré en avril 2006 le World Golf Hall of Fame.

## Palmarès
- Vainqueur de l'Open américain : 1981 et 1987.
- Vainqueur du PGA Championship : 1983.